# Scrupocellaria elegantissima
Scrupocellaria elegantissima är en mossdjursart som beskrevs av David och Pouyet 1986. Scrupocellaria elegantissima ingår i släktet Scrupocellaria och familjen Candidae. Inga underarter finns listade i Catalogue of Life.